# 江草啓太
江草 啓太（えぐさ けいた）は、日本のピアニスト、作曲家・編曲家。

## 概要
エマーソン・レイク・アンド・パーマー来日公演に影響され、5歳よりクラシックピアノを習う。
東京音楽大学ピアノ科在籍時からプロ活動開始。
屋久島、奄美大島等の古謡、作業唄を発掘し蘇演する試みをえぐさゆうこと行う。

## 主なサポート
- 加藤登紀子
- 伊藤多喜雄

## 主な参加アルバム
- PIZZICATO ONE(小西康陽)『わたくしの二十世紀』
- KERA『Brown, White & Black』

## 舞台など
- NHK『おかあさんといっしょファミリーコンサート(2017)』
- 『LA LA LAND-IN CONCERT-』(2017,2018)
- 『ETERNAL CHIKAMATSU』(演出:デビッド・ルヴォー)
- 『黒蜥蜴』(演出:デビッド・ルヴォー)
  - 出演：中谷美紀、井上芳雄、相楽樹、朝海ひかる、たかお鷹、成河ほか
- 『音楽劇『道』』(演出:デビッド・ルヴォー)
  - 出演：草彅剛、蒔田彩珠、海宝直人、佐藤流司ほか
- 『いまを生きる』(演出:上田一豪)